# Patrick Dybiona
Patrick Stefan Bernard Dybiona (Brunssum, 12 september 1963) is een voormalig Nederlands topzwemmer op de  vrije slag, die namens zijn vaderland eenmaal deelnam aan de Olympische Spelen: Seoel 1988.
In de Zuid-Koreaanse hoofdstad wist Dybiona alleen de finale te bereikten met de estafetteploeg op de 4x100 meter wisselslag, samen met Ron Dekker (schoolslag), Frank Drost (vlinderslag) en Hans Kroes (rugslag). Het team eindigde als zevende in een tijd van 3.46,55. 
Op de 4x100 meter vrije slag vielen Dybiona en de zijnen evenwel buiten de eindstrijd: elfde plaats (3.25,26). Ook op zijn twee persoonlijke starts, de 100 en de 200 meter vrije slag, wist de Limburger niet door te dringen tot de eindstrijd; hij finishte op respectievelijk de dertigste (51,79) en de 34ste (1.52,67) plaats.